# クリントン＝ルインスキー・スキャンダル

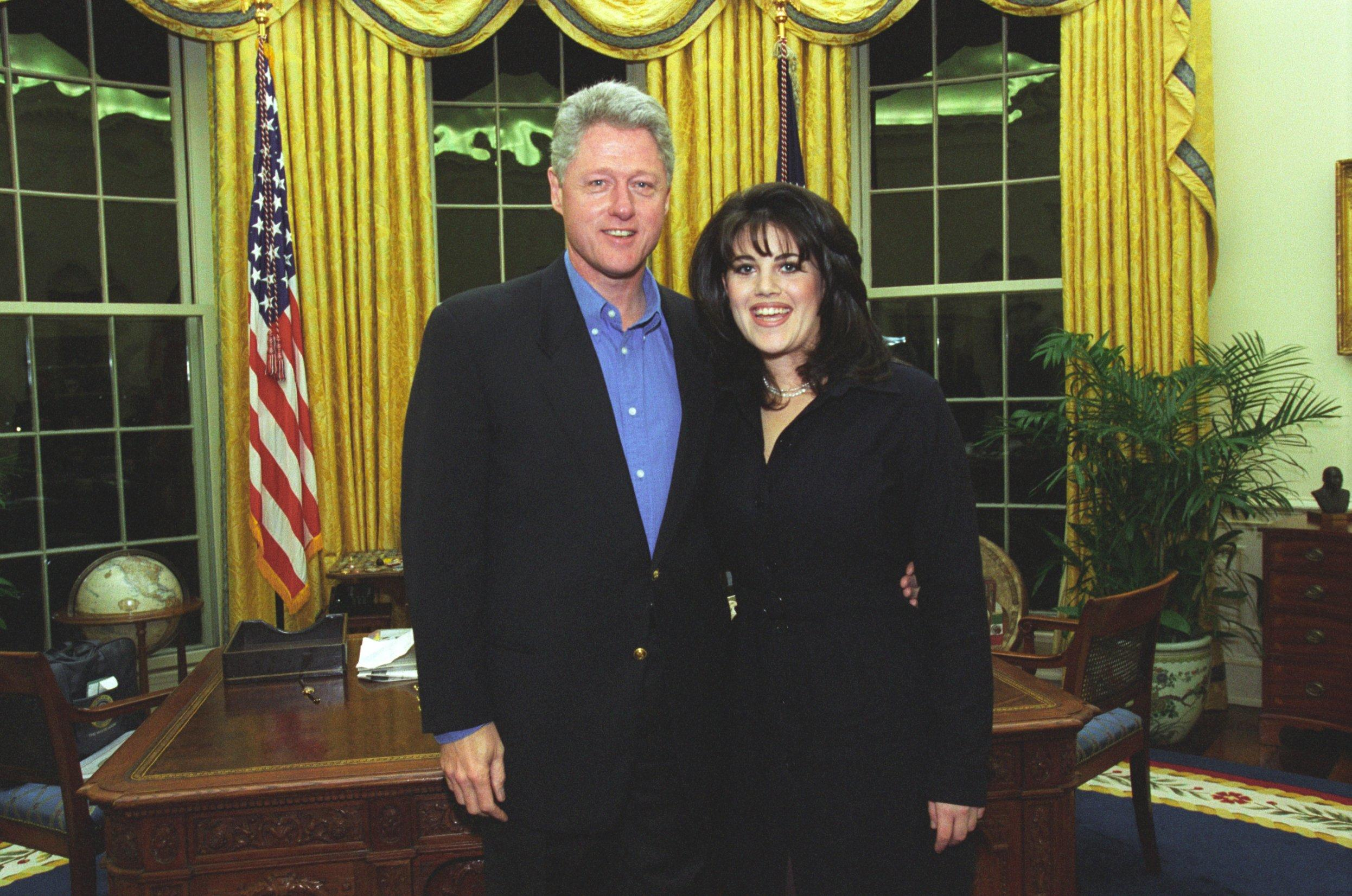
クリントンとルインスキー（1997年2月）

1998年、当時のアメリカ合衆国大統領のビル・クリントン（49歳）とホワイトハウスのインターンのモニカ・ルインスキー（22歳）の政治・性スキャンダルが発覚した。両者の性的関係は1995年から1997年にかけて続いていた。クリントンは1998年1月、テレビ演説の最後に「あの女性、ルインスキーさんと性的関係を持ったことはありません」と発言した。更なる調査の結果、クリントンは偽証罪に問われ、下院で弾劾が実施された。その後21日間に及ぶ上院裁判で偽証罪および司法妨害罪で無罪判決が下された。しかしながらクリントンはポーラ・ジョーンズ事件でルインスキー事件に関する誤解を招く証言をしたことによりスーザン・ウェバー・ライト裁判官から法廷侮辱罪に問われ、9万ドルの罰金を科せられた。またクリントンはアーカンソー州での弁護士資格の5年間の停止処分を受け、さらに合衆国最高裁判所での法廷証言資格を剥奪された。
ルインスキーはルイス&クラークカレッジの卒業生である。1995年のクリントン政権1期目にホワイトハウスのインターンとして採用され、その後ホワイトハウス立法事務局の職員となった。クリントンとの個人的な関係を持ち始めたルインスキーは国防総省の同僚のリンダ・トリップに打ち明け、トリップはルインスキーとの会話を密かに録音し始めた。
1998年1月、トリップはルインスキーがポーラ・ジョーンズ事件でクリントンとの関係を否定する宣誓供述書を提出していたことを知った。トリップはホワイトウォーター疑惑、ホワイトハウスFBIファイル疑惑、ホワイトハウス旅行事務所疑惑などでクリントンを調査していたケン・スター独立検察官にルインスキーとの会話を録音したテープを渡した。大陪審証言でのクリントンの回答は慎重な言葉遣いで行われ、「性的関係、不適切な性的関係、そのほかの不適切な関係は無い」という発言の真実性については「『ある』という言葉の意味が何であるかによる」と主張した
スキャンダルが広く報道されたことで、報道機関が過剰な取材をしたと批判されることとなった。このスキャンダルはウォーターゲート事件以来の「○○ゲート」の俗称が与えられる恒例に従って「モニカゲート」（"Monicagate"）、「ルインスキーゲート」（"Lewinskygate"）、「テイルゲート」（"Tailgate"）、「セックスゲート」（"Sexgate"）、「ジッパーゲート」（"Zippergate"）などと呼ばれている。

## 性的関係の発覚

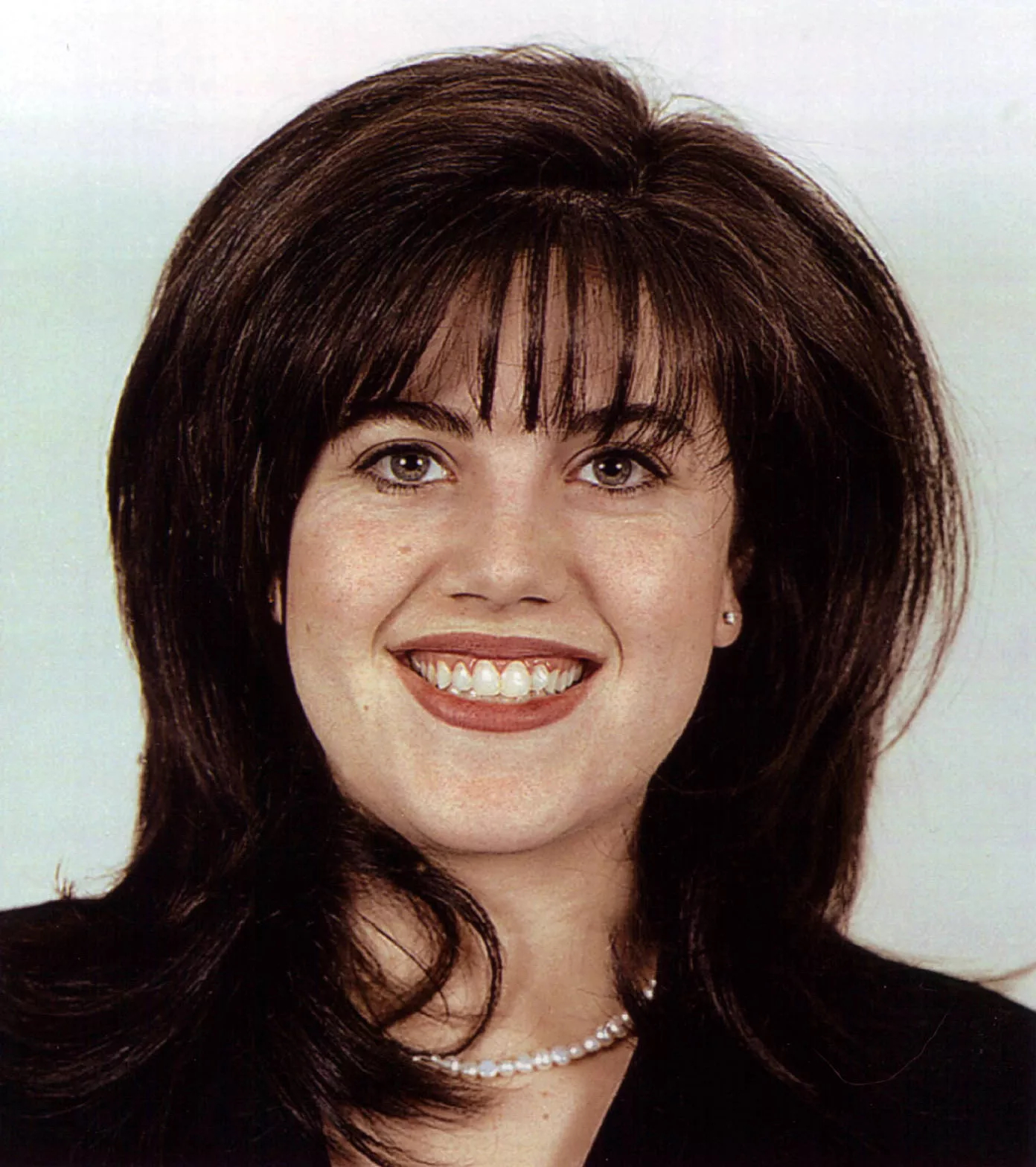
モニカ・ルインスキー（1997年5月）

ルインスキーは1995年11月から1997年3月までのあいだに9度にわたってビル・クリントンと性的関係を持ったと語っている。彼女が公表したスケジュールによると、そのうち7日間の一部でファーストレディのヒラリー・クリントンがホワイトハウスに滞在していた。
1996年4月、ルインスキーの上司は彼女がクリントンの周囲にいる時間が多すぎると感じていたために仕事場をペンタゴンに移した。自伝によると、当時の国連大使のビル・リチャードソンは1997年にホワイトハウスからルインスキーを国連スタッフとして雇うための面接を依頼された。リチャードソンはそれを行い、彼女に職を与えたが結局辞退された。『アメリカン・スペクテーター』誌はリチャードソンは大陪審に申告した以上にルインスキーの不倫関係について知っていると報じた。
ルインスキーはリンダ・トリップにクリントンとの関係を打ち明けた。トリップはルインスキーにクリントンからの贈り物を保管し、「保険」として精液がついた青いドレスをクリーニングしないように説得した。トリップはこれを出版エージェントのルシアン・ゴールドバーグに伝えると、彼女は会話を密かに録音するよう助言し、トリップは1997年9月にそれを開始した。ゴールドバーグはまたトリップにテープをケネス・スター独立検察官に持ち込み、ポーラ・ジョーンズ事件に取り組む人々の目に入れるように促した。1997年秋、ゴールドバーグは『ニューズウィーク』のマイケル・イシコフを含む記者たちにテープについて明かした。
ポーラ・ジョーンズ事件の際にルインスキーはクリントンとの肉体関係を否定する宣誓供述書を提出していた。1998年1月、彼女はトリップにジョーンズ事件で偽証するように説得を試みた。トリップはホワイトウォーター論争などの捜査をしていたスターにテープを渡した。スターはクリントンとの肉体関係を認めている証拠を入手し、ルインスキーとジョーンズ事件での彼女の偽証罪の可能性にまで捜査範囲を広げた。

## クリントンの発言
スキャンダルの第一報は1998年1月17日に『ドラッジ・レポート』で流れ、『ニューズウィーク』の編集者がマイケル・イシコフによる不倫暴露記事を放置していると報じられた。この記事は1月21日に『ワシントン・ポスト』紙に掲載された。この話題は数日間続き、クリントンは即座に否定したが、ホワイトハウスからの回答を求める声は増していった。1月26日、ホワイトハウスでの記者会見にクリントンは妻ヒラリーと共に立ち、次のような声明で疑惑を否定した:
さて、私これから一般教書演説の作業に戻らねばなりません。昨晩はかなり遅くまで働いていました。しかし、アメリカの人々に1つだけ言いたいことがあります。私の話を聞いていただきたい。もう一度言いますが、私はあの女性、ルインスキーさんと性的関係を持ったことはありません。私は誰かに嘘をつくように言ったことは一度もありません。これらの疑惑は虚偽です。そして私はアメリカ国民のため、仕事に戻らなければなりません。ありがとうございました。
識者の間ではクリントンが一般教書演説でこの疑惑に触れるかどうかが議論され、結局クリントンは言及しなかった。ヒラリーは裏切りと公然の屈辱を受けたにもかかわらず、スキャンダルの間中、夫を支持し続けた。1月27日、 NBCの『トゥデイ』に出演したヒラリーは「大統領選に立候補した日から夫を陥れようとする巨大な右翼の陰謀論がある」と発言した。
それから夏までの数ヶ月間、不倫があったのか、クリントンが嘘をついたのか、司法妨害があったのかがメディアで議論の的となったが、ルインスキー自身が不倫について証言することを拒んだためにテープの音声以上に決定的なことは何もわからなかった。スキャンダルが公となって半年が経った1998年7月28日、ルインスキーはクリントンとの関係についての大陪審での証言と引き換えに刑事免責を受けた。彼女がまたトリップの勧めでクリーニングせずに保管しておいた精液付きの青いドレスをスター捜査官に提出し、精液の染みとクリントンの血液サンプルが照合された。これによりクリントンが公式な否定しているにもかかわらず、性的関係を証明できる明確なDNAの証拠が得られた。
1998年8月17日、クリントンは大陪審のテープの証拠を受けてルインスキーと「不適切な肉体関係」があったことを認めた。同日夜、クリントンはルインスキーとの関係が「適切ではなかった」ことを認める声明を全国放送で発表した。
ルインスキーのスキャンダルについてクリントンが証言してから3日後の1998年8月20日、インフィニット・リーチ作戦が決行されてアフガニスタンのコーストにあるアルカイダ基地とスーダンのハルツームにあるアル・シファ製薬工場に向けてミサイルが発射された。一部の国々、メディア、デモ参加者、共和党員はクリントンが話題逸らしのために攻撃を命じたのだとして非難した。またこの攻撃は当時公開されたばかりの映画『ウワサの真相/ワグ・ザ・ドッグ』との類似性が比較された。この映画は架空の大統領が性スキャンダルから注意を逸らすためにアルバニアでの戦争を偽装するという設定になっている。政府高官はミサイル攻撃と進行中のスキャンダルの関連性を否定し、また9・11委員会の調査官もこれらの声明を否定する根拠を発見できなかった。

## 偽証罪
ジョーンズ裁判時の宣誓供述でクリントンはルインスキーとの性的関係を否定していたが、ルインスキーが提出したクリントンの精液付きの青いドレスという証拠により、スターは大統領の宣誓供述が虚偽であり、偽証罪にあたると結論づけた。
宣誓証言でクリントンは「宣誓資料1で定義されるモニカ・ルインスキーと性的関係を持ったことがありますか」と尋ねられた。裁判官はクリントンに合意した定義を説明する機会を与えるように命じた。その後クリントンは独立顧問事務所が作成した定義に基づいて「モニカ・ルインスキーと性的関係を持ったことはありません」と答えた。後にクリントンは「この定義には（私が）行為者となり、明記されていた身体の部位に接触するような行為が含まれると考えていた」と語った。つまりクリントンはルインスキーの「性器、肛門、股間、乳房、内股、臀部」に接触したことを否定し、合意された「性的関係」の定義にはオーラルセックスをすることは含まれるが、されることは含まれないと事実上主張していたのである。
上院が弾劾裁判に失敗した2ヶ月後、クリントンはルインスキーとの性的関係について誤解を招くような証言をしたとして、スーザン・ウェバー・ライト裁判官により法廷侮辱罪に問われ、9万ドルの罰金を科せられた。クリントンは経済的な問題を理由にこの判決に対する控訴を断念したが、それでも自身の証言は以前の性的関係の定義に準拠したものであると主張した。2001年にクリントンはアーカンソー州での弁護士資格が5年間停止され、その後合衆国最高裁判所によっても停止された。

## 弾劾
1998年12月、クリントンが所属する民主党は議会両院共に少数派となっていた。一部の民主党議員と多くの共和党議員はクリントンが虚偽の証言をし、ルインスキーの証言に影響を与えたとされることは司法妨害罪と偽証罪であり、したがって弾劾に相当する罪であると主張した。イラクでの空爆作戦のために遅れた後、下院はクリントンに対する2つの弾劾条項案を可決し、上院での21日間の裁判が行われた。
上院で21日間の裁判行われたが両条項でも出席議員の3分の2に相当する67票を獲得できず、クリントンは無罪となった。上院では民主党議員全員が偽証罪と司法妨害罪の両方で無罪票を投じた。共和党議員ではジョン・チェイフィー（ロードアイランド州）、スーザン・コリンズ（メイン州）、スレイド・ゴートン（ワシントン州）、ジム・ジェフォーズ（バーモント州）、リチャード・シェルビー（アラバマ州）オリンピア・スノー（メイン州）、アーレン・スペクター（ペンシルベニア州）、テッド・スティーヴンス（アラスカ州）、フレッド・トンプソン（テネシー州）、ジョン・ウォーナー（バージニア州）の10人が偽証罪、チェイフィー、コリンズ、ジェフォーズ、スノー、スペクターの5人が司法妨害罪に対して無罪票を投じた。
これによりクリントンはすべての罪を免れ、大統領の座に留まり続けた。また下院では大統領を問責しようとする動きがあったが失敗に終わった。

## 余波

### 2000年大統領選挙への影響
このスキャンダルは2000年アメリカ合衆国大統領選挙に少なからぬ影響を与えたと言われている。民主党候補者で現職副大統領であったアル・ゴアはクリントンのスキャンダルは「足かせ」となって党内の基盤となる人々の熱意を失わせ、民主党への票を減らす効果があったと述べた。一方でクリントンはスキャンダルのせいでゴアの選挙戦が慎重になりすぎたと主張し、もし自身がアーカンソー州とニューハンプシャー州でのゴアの選挙応援が許されていたならばフロリダ州での再集計問題の影響にかかわらず両州での選挙人票を獲得できただろうと述べた。
政治アナリストたちは双方の見解を支持している。2000年の選挙の前後に『ABCニュース』のジョン・コクランはルインスキー・スキャンダルを「クリントン疲れ」と呼ぶ有権者らの現象と結びつけていた。世論調査ではこのスキャンダルが選挙を通してクリントンの低い個人支持率に影響を与え続けていたことが示されており、ヴァンダービルト大学のジョン・G・ギアといったアナリストたちは後に「クリントン疲れ、あるいは一種の道徳的な業績評価投票がゴアのチャンスに大きな影響を与えた」と結論づけている。また別のアナリストたちはクリントンの主張に賛同し、ゴアがクリントンの応援を拒否したことで彼のアピールが不足したと主張した。

### 副次的スキャンダル
この騒動の間、クリントンの支持者たちはこの問題は彼の個人的なものであると主張し、クリントンの弾劾を支持する一部の人々を偽善者呼ばわりした。弾劾を支持する政治家に不利な情報を探すキャンペーンも実施された。イギリスの『ガーディアン』紙では次のように書かれている:
『ハスラー』誌の発行人のラリー・フリントは100万ドルの報奨金を提示した。（中略）フリントは共和党の宿敵であり、クリントン大統領に対する弾劾キャンペーンを主導していた共和党議員の情報を探ろうとしていた。（中略）だがフリントは当時、数十人の著名な共和党議員の情報を持っていると主張したが、このキャンペーンで倒せたのは1人だけだった。ルイジアナ州選出の下院議員のロバート・リビングストンは（中略）フリント氏が不倫を暴露しようとしていることを知るとすぐさま辞任した。
共和党の下院司法委員会の委員長で下院弾劾管理人のヘンリー・ハイドも州下院議員時代に不倫をしていた。ルインスキーの公聴会の時点で70歳だった彼はそれを「若気の至り」（不倫当時41歳）と言い放った。
共和党下院議員のロバート・リビングストンは次期議会で下院議長就任が期待されていた。フリントによって不倫が暴露された数週後に彼は辞任し、クリントンにも辞任を迫った。
共和党・下院弾劾管理人のボブ・バー（ジョージア州選出）も不倫が発覚した。バーはルインスキー事件でクリントンの辞任を要求した最初の議員であった。バー2002年の予備選挙で敗退した。
共和党議員のダン・バートン（インディアナ州選出）は「どのような政党、またどのような政府機関に所属しているかにかかわらず、誰もこのような性的不適切行為の疑惑から逃れることを許されるべきではない」と発言した。1998年、バートンは1993年に不倫して子供が生まれたことを認めた。
共和党下院議員、下院議長、1994年共和党革命指導者であるニュート・ギングリッチ（ジョージア州選出）は2番目の妻との婚姻関係が続き、クリントン弾劾の主導もしていた1998年当時に下院農業委員会スタッフだったキャリスタ・ビセックと不倫関係にあったことを2007年に認めた。
共和党下院議員のスティーブ・C・ラトゥーレット（オハイオ州選出） はクリントン弾劾に賛成票を投じたが、彼自身も彼のスタッフのチーフであるジェニファー・ラプトークと長らく不倫関係にあった。
共和党下院議員のヘレン・チェノウェス＝ヘイジ（アイダホ州選出）は積極的にクリントンの辞任を要求していたが、後に自身も1980年代に既婚の牧場主との6年間の不倫関係があったことを認めた。

### クリントンの見解
歴史家のテイラー・ブランチは2009年出版の伝記『The Clinton Tapes: Wrestling History with the President』でクリントンがルインスキーとの不倫関係は「私が狂っていた」という理由で始まったと変更を要求したことをほのめかした。ブランチはクリントンが「1994年11月の選挙で民主党が議会を失い、前年1月に母が亡くなり、ホワイトウォーター疑惑の調査が進行中」であったことから、「苦悩し、感謝されず、ルインスキーとの関係がオープンになった」と感じていたと書いた.。公の場でクリントンはこれまでこの不倫を「酷いモラルの欠如」と「共和党への怒り」を理由として、「人間は解決できない怒りを抱くと非合理的で破壊的な行動をとる」と述べた。

## 関連文献
- Communication from Kenneth W. Starr, Independent Counsel, Washington, D.C.: U.S. Government Publishing Office, (September 11, 1998),  オリジナルのJune 4, 2011時点におけるアーカイブ。
- A Chronology: Key Moments In The Clinton-Lewinsky Saga. CNN. (1998)
- "The Fallout". BBC Online in-depth coverage. (1999)